# Старая Десна (река, Менский район)
Старая Десна (укр. Стара Десна) — левый приток Десны, протекающий по Менскому району (Черниговская область, Украина); одна из рек, расположенных только в пойме Десны.

## География
Старая Десна — левый приток реки Десны, которая берёт начало в селе Куковичское, с притокой Ложь. По данным издания 1956 года «Каталог річок України», длина — 17 км и площадь бассейна — 65 км². Русло преобразовалось и ныне (к 1986 году) завершается восточнее села Луки.
Длина — около 4 км.
Русло сильно-извилистое (меандрированное), с крутыми поворотами. В пойме множеством стариц. Нет крупных приток.
Река берёт начало на территории Борзнянского района, восточнее села Луки (до 2016 года — Червоные Луки) Менского района. Впадает в Десну юго-западнее села Максаки (Менский район).
Пойма частично занята заболоченными участками с лугами, кустарниками и лесами (лесополосами). Также есть широкие участки русла, которые частично зарастают водной и прибрежно-водной растительностью.
Населённые пункты на реке (от истока к устью):
Менский район
1. Луки